# Глухов, Михаил Викторович
Михаил Викторович Глухов (род. 13 марта 1982) — российский футболист, игрок в пляжный футбол. Полузащитник.

## Биография
Воспитанник ДЮСШ «Сокол» Саратов. В 1999—2003 годах выступал за дублирующую команду «Сокола» в первенстве КФК (1999—2000, 2003) и чемпионате дублёров (2001—2002 — 55 игр, 4 гола). В 2003—2005 годах играл во втором дивизионе за «Искру» Энгельс, в 45 матчах забил четыре мяча.
Выступал в пляжном футболе за клуб «Дельта» Саратов. В 2006—2010 годах в чемпионате России сыграл 27 матчей, забил 10 голов. В 2012 и 2014 годах в Кубке России провёл 12 матчей.